# Jon Moss
Jon Moss, född 11 september 1957 i London, England, är en brittisk musiker. Han är trummis i 1980-talsgruppen Culture Club med frontfiguren och sångaren Boy George, basisten Mikey Craig, och Roy Hay på gitarr/keyboard. Bandet släppte sitt senaste album 26 oktober 2018.

## Fotnoter
1. 1 2  Companies House, person-ID på Companies House: vUhyV5Rg2QbfeX9cBikCVS7igDM, läst: 3 december 2020.[källa från Wikidata]